# Almodóvar del Río
Almodóvar del Río é um município da Espanha na província de Córdova, comunidade autónoma da Andaluzia. Tem 172,53 km² de área e em 2021 tinha 8 036 habitantes (densidade: 46,6 hab./km²).

## Demografia
| Variação demográfica do município entre 1991 e 2004 | Variação demográfica do município entre 1991 e 2004 | Variação demográfica do município entre 1991 e 2004 | Variação demográfica do município entre 1991 e 2004 |
| --------------------------------------------------- | --------------------------------------------------- | --------------------------------------------------- | --------------------------------------------------- |
| 1991                                                | 1996                                                | 2001                                                | 2004                                                |
| 7076                                                | 7237                                                | 7016                                                | 7324                                                |

## Património
- Castelo de Almodóvar del Río